# Physocyclus globosus

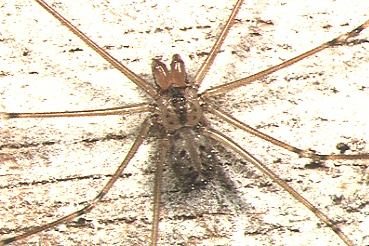
Männliches Exemplar

Physocyclus globosus ist eine Art der Zitterspinnen und kosmopolitisch verbreitet.

## Merkmale
Die Körperlänge der Art beträgt 8 bis 10 mm. Der Hinterleib ist nahezu kugelförmig.

## Verbreitung
Als typische Hausspinne wurde sie vom Menschen in alle Erdteile verschleppt, lebt aber vorwiegend in wärmeren Gebieten. In Deutschland ist die Art nur sehr lokal verbreitet und spannt ihre Raumgitternetze unter der Decke von trockenen Kellern und Fluren auf.